# Ewald Schneidewind
Ewald Schneidewind   (Gdańsk, 18 d'octubre de 1939) és un antic pilot d'enduro alemany, dues vegades Campió d'Europa en 75 cc amb Simson (1974 i 1975) i sis vegades Campió de la RDA. Com a membre de l'equip de la RDA guanyà el Vas als ISDT l'any 1964 a Erfurt (Turíngia).
Schneidewind va aconseguir diversos èxits als ISDT. A banda de guanyar-hi el vas a la primera (el 1964, l'any en què hi debutà), el 1977 va formar part de l'equip de la RDA que va acabar segon al Vas a Považská Bystrica, Txecoslovàquia. El 1978, a més, va aconseguir una medalla d'or als ISDT. A la primera Copa d'Europa d'enduro, el 1967, va ser subcampió. La primera temporada del Campionat d'Europa, el 1968, fou tercer amb la Simson als 50 cc. De 1970 a 1973 fou subcampió quatre vegades seguides, fins que el 1974 inicià el seu bienni de domini de la categoria dels 75 cc. Després, va aconseguir dos podis més al Campionat.
Pel que fa al Campionat de la RDA, va aconseguir-hi sis títols en les classes de 50 i 75 cc entre el 1968 i el 1976.